# Bezděkov pod Třemšínem
Bezděkov pod Třemšínem település Csehországban, a Příbrami járásban. Bezděkov pod Třemšínem Rožmitál pod Třemšínem és Vševily településekkel határos. Lakosainak száma 158 fő (2024. január 1.).

## Népesség
A település lakosságának változását az alábbi diagram mutatja:
| Lakosok száma | 304  | 282  | 244  | 153  | 174  | 155  | 153  | 140  | 155  | 158  |
|               | 1869 | 1900 | 1921 | 1961 | 1980 | 2011 | 2016 | 2019 | 2021 | 2024 |